# Margarodes sinensis
Margarodes sinensis är en insektsart som först beskrevs av Filippo Silvestri 1938.  Margarodes sinensis ingår i släktet Margarodes och familjen pärlsköldlöss. Inga underarter finns listade i Catalogue of Life.